# Swecon
Swecon es  asimismo el nombre la convención anual de ciencia ficción sueca, así como el premio que en ella se otorga.

## Características
El Swecon se realiza desde el año 1998. En dicha fecha, se comienza a acoger los premios nacionales de ciencia ficción con dicha denominación, nombre homólogo de la propia convención. 
Esta reunión no es necesariamente la más grande convención de este tema en Suecia, sin embargo en la práctica, a menudo suele catalogársele como tal, considerándose además como una de las más importantes convenciones suecas.

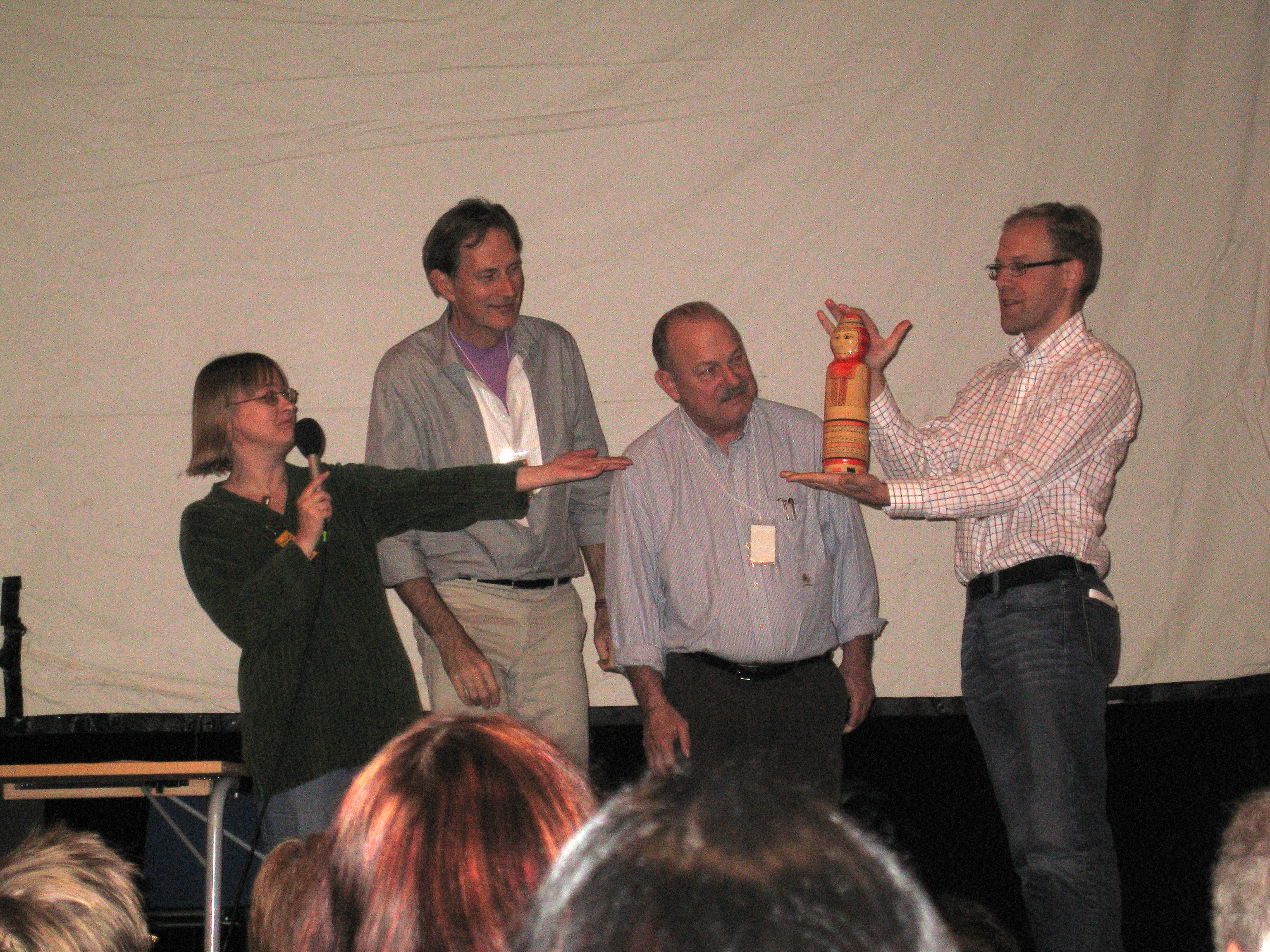
El nombre Swecon es parte de una larga tradición de convenciones similares que tienen lugar en Noruega, Dinamarca y Finlandia bajo los nombres de Norcon, Dancon y Finncon.

## Lista de Swecons
|    | Año  | Lugar      | Nombre              | Invitado(s) de Honor                                                                              |
| -- | ---- | ---------- | ------------------- | ------------------------------------------------------------------------------------------------- |
| 1  | 1998 | Linköping  | ConFuse 98          | Paul J. McAuley.                                                                                  |
| 2  | 1999 | Uppsala    | Upsala: 1999        | Michael Swanwick                                                                                  |
| 3  | 2000 | Estocolmo  | NasaCon 2000        | Brian M. Stableford, John-Henri Holmberg                                                          |
| 4  | 2001 | Estocolmo  | Fantastika 2001     | Robin Hobb, Robert Rankin, Karolina Bjällerstedt Mickos, Pierre Christin                          |
| 5  | 2002 | Linköping  | ConFuse 2002        | China Miéville, Gwyneth Jones.                                                                    |
| 6  | 2003 | Uppsala    | Upsala SF-möte X    | Alastair Reynolds, Ken MacLeod                                                                    |
| 7  | 2004 | Estocolmo  | Swecon 2004         | M. John Harrison, Dave Lally, Tim Russ                                                            |
| 8  | 2005 | Gotemburgo | ConCeive            | Charles Stross, Erik Granström                                                                    |
| 9  | 2006 | Estocolmo  | Imagicon            | Joe Haldeman, Geoff Ryman, Martin Andreasson.                                                     |
| 10 | 2007 | Gotemburgo | Conviction          | Richard Morgan, John Ajvide Lindqvist                                                             |
| 11 | 2008 | Linköping  | ConFuse 2008        | Cory Doctorow, Adam Roberts                                                                       |
| 12 | 2009 | Estocolmo  | Imagicon 2          | Liz Williams, Graham Joyce                                                                        |
| 13 | 2010 | Gotemburgo | Condense            | Justina Robson, Nene Ormes                                                                        |
| 14 | 2011 | Estocolmo  | Eurocon 2011        | Elizabeth Bear, Ian McDonald, John-Henri Holmberg, Jukka Halme.                                   |
| 15 | 2012 | Uppsala    | Kontrast            | Sara Bergmark Elfgren, Mats Strandberg, Joe Abercrombie, Peter Watts, Kelly Link, Niels Dalgaard. |
| 16 | 2013 | Estocolmo  | Fantastika 2013     | Lavie Tidhar, Jo Walton, Johan Anglemark, Karin Tidbeck                                           |
| 17 | 2014 | Gävle      | Steampunkfestivalen | Cory Doctorow, Mike Perschon, Miriam Rosenberg Roček, Chris Wooding                               |
| 18 | 2015 | Linköping  | ConFuse 2015        | Madeline Ashby, Kristina Hård, Ben Aaronovitch                                                    |
| 19 | 2016 | Estocolmo  | Fantastika 2016     | Maria Turtschaninoff, Jerry Määttä, Carolyn Ives Gilman, Caroline Mullan                          |
| 20 | 2017 | Uppsala    | Kontur              | Kameron Hurley, Ann Leckie, Siri Pettersen                                                        |
| 21 | 2018 | Stockholm  | Fantastika 2018     | Ian Watson, Mike Carey, Kij Johnson                                                               |
| 22 | 2019 | Västerås   | Replicon            | Charlie Jane Anders, Annalee Newitz, Gunilla Jonsson, Michael Petersén                            |
| 23 | 2021 | Stockholm  | Fantastika 2021     | Adrian Tchaikovsky, Eva Holmquist, Peadar Ó Guilín                                                |
| 24 | 2022 | Stockholm  | Ö-kon 3             | Torill Kornfeldt, Boel Bermann                                                                    |
| 25 | 2023 | Uppsala    | Konflikt            | Johan Egerkrans, Merja Polvinen, Francesco Verso, Martha Wells                                    |
| 26 | 2024 | Stockholm  | Fantastika 2024     |                                                                                                   |